# Villemolaque
Villemolaque (in catalano: Vilamulaca) è un comune francese di 1 161 abitanti situato nel dipartimento dei Pirenei Orientali nella regione dell'Occitania.

## Società

### Evoluzione demografica
Abitanti censiti